# Vera (Familienname)
Vera ist ein spanischer Familienname.

## Namensträger
- Abel Vera, uruguayischer Radrennfahrer
- Alessandra Vera (* 1985), peruanische Basketballspielerin
- Alijah Vera-Tucker (* 1999), US-amerikanischer American-Football-Spieler
- Ana-Maria Vera, US-amerikanische Pianistin
- Anne Dal Vera, US-amerikanische Polarforscherin
- Antonio Vera (* 1972), deutscher Wirtschaftswissenschaftler und Hochschullehrer
- Apolonides Vera, chilenischer Fußballspieler
- Augusto Vera (1813–1885), italienischer Philosoph
- Billy Vera (* 1944), US-amerikanischer Sänger, Schauspieler, Schriftsteller und Musikhistoriker
- Carlos Vera (Leichtathlet) (1928–2022), chilenischer Leichtathlet
- Carlos Vera (Schauspieler), Schauspieler
- Carlos Vera (Journalist), ecuadorianischer Journalist
- Carlos Vera (Schiedsrichter) (* 1976), ecuadorianischer Fußballschiedsrichter
- Carolina Vera (* 1973), chilenisch-deutsche Schauspielerin
- Daniel Zamudio Vera (1987–2012), chilenischer Verkäufer und Mordopfer
- Danny Vera (* 1977), niederländischer Sänger, Musiker und Songwriter
- Deivy Vera Sigueñas (* 1992), peruanischer Schachspieler
- Diego Vera (* 1985), uruguayischer Fußballspieler
- Eladio Vera (* 1948), paraguayischer Fußballspieler
- Enzo Vera (* 1983), chilenischer Fußballspieler
- Elvira Gascón Vera (1911–2000), spanische Malerin und Grafikerin
- Enrique Vera (Leichtathlet) (* 1954), mexikanischer Leichtathlet
- Enrique Vera (Fußballspieler) (* 1979), paraguayischer Fußballspieler
- Erasmo Vera (1923–1989), chilenischer Fußballspieler
- Erik Vera (* 1992), mexikanischer Fußballspieler
- Eusebio Guilarte Vera (1805–1849), bolivianischer Politiker, Präsident 1847/1848
- Fernando Vera (Fußballspieler) (1945–2021), mexikanischer Fußballspieler
- Fernando Vera (Radsportler) (* 1954), chilenischer Radrennfahrer
- Fortino Hipólito Vera y Talonia (1834–1898), Bischof von Cuernavaca
- Francisco Ovidio Vera Intriago (1942–2014), ecuadorianischer Geistlicher, Weihbischof in Portoviejo
- Gerardo Vera (1947–2020), spanischer Kostümbildner, Schauspieler und Regisseur
- Guillermo Patricio Vera Soto (* 1958), chilenischer Geistlicher, Bischof von Rancagua
- Héctor Eduardo Vera Colona (* 1962), peruanischer Geistlicher, Bischof von Ica
- Jacinto Vera y Durán (1813–1881), brasilianischer Geistlicher, Bischof von Montevideo, Seliger
- Jaime Vera (* 1963), chilenischer Fußballspieler und -trainer
- Joey Vera (* 1963), US-amerikanischer Bassist und Musikproduzent
- José Raúl Vera López (* 1945), mexikanischer Geistlicher, Bischof von Saltillo
- Juan de Vera (italienisch Giovanni de Vera; 1453–1507), Erzbischof von Salerno und Kardinal
- Juan Carlos Vera Plasencia (* 1961), peruanischer Geistlicher, Bischof von Caravelí
- Juan Carlos Vera Rivera (* 1960), chilenischer Fußballspieler
- Lucas Vera (* 1997), argentinischer Fußballspieler
- Luis Vera (Fußballspieler, 1929) (1929–2014), chilenischer Fußballspieler und -trainer
- Luis Alberto Vera (* 1943), uruguayischer Fußballspieler
- Luis Enrique Vera Martineau (* 1973), venezolanischer Fußballspieler
- María Teresa Vera (1895–1965), afro-kubanische Singer-Songwriterin, Gitarristin und Komponistin
- Noelia Vera (* 1989), paraguayische Leichtathletin
- Pedro de Vera, spanischer Eroberer
- Pedro Jorge Vera (1914–1999), ecuadorianischer Schriftsteller
- Pedro José Vera (* 1984), spanischer Radrennfahrer
- Pedro María Vera y Zuria (1874–1945), mexikanischer Geistlicher, Erzbischof von Puebla de los Ángeles
- Rafael Laguna de la Vera (* 1964), deutscher Unternehmer
- Reynaldo Vera (* 1961), kubanischer Schachspieler
- Ricardo Vera (* 1962), uruguayischer Leichtathlet
- Rohan James deVera (* 1977), US-amerikanischer Autotuner, DragRacer und Fernsehmoderator
- Rolando Vera (* 1965), ecuadorianischer Leichtathlet
- Saúl Vera (* 1959), venezolanischer Mandolinenspieler
- Tomás Barrios Vera (* 1997), chilenischer Tennisspieler
- Virginia Vera (1898–1949), argentinische Sängerin, Gitarristin, Komponistin und Schauspielerin
- Yvonne Vera (1964–2005), simbabwische Schriftstellerin